# Horst Kintscher
Horst Kintscher (* 20. Februar 1925; † 16. August 1990 in Berlin) war ein Radiomoderator, Hörspielregisseur sowie Leiter der Abteilung Unterhaltung beim RIAS Berlin.

## Karriere
Horst Kintscher gehörte zu den Männern der ersten Stunde beim RIAS. Er war Hörfunkmoderator und enger Mitarbeiter Hans Rosenthals; schon ab 1954 war er als ‚Zwerg allwissend‘ in jeder Folge von Rosenthals Ratespiel Wer fragt, gewinnt dabei. Zudem war er Produzent und/oder Regisseur vieler Sendungen Rosenthals. Später wurde er Rosenthals Nachfolger als Leiter der Abteilung Unterhaltung und blieb es bis zu seiner Pensionierung im Jahr 1986. Er wirkte auch an Rosenthals Fernsehsendungen, wie Die Rückblende und Dalli Dalli, mit.
Populär waren seine langjährigen Sendereihen RIAS-Kaffeetafel, die er zusammenstellte und leitete, und Kutte kennt sich aus, die er moderierte, indem er mit dem profilierten Heimatforscher Kurt Pomplun durch Berlin streifte.

## Tod und Familie
Horst Kintscher starb nach kurzer Krankheit im Auguste-Viktoria-Krankenhaus; er hinterließ seine Frau, vier Kinder sowie fünf Enkelkinder.

## Radiosendungen
- 1948– : RIAS-Kaffeetafel
- 1967–1977: Kutte kennt sich aus
- 1977: Nonstop Heiter
- 1986: So war's vor 25 Jahren

## Hörspielregisseur
- 1982 Damals war’s – Geschichten aus dem alten Berlin: Glück im Winkel (RIAS Berlin)[5]
- 1983 Damals war’s – Geschichten aus dem alten Berlin: Die Töchter der Madame Dutitre (RIAS Berlin)[6]
- 1983 Damals war’s – Geschichten aus dem alten Berlin: Kunkels selige Witwe (RIAS Berlin)[7]
- 1984 Damals war’s – Geschichten aus dem alten Berlin: Äpfel in Nachbars Garten (RIAS Berlin)[8]
- 1986 Damals war’s – Geschichten aus dem alten Berlin: Fünf Müllers und eine Million (RIAS Berlin)[8]

## Fernsehen
- 1961 Die Rückblende (NDR)[4]
- 1972–1979 Dalli Dalli (ZDF)[4]